# Walter Gerstenberg
Walter Gerstenberg (ur. 26 grudnia 1904 w Hildesheim, zm. 26 października 1988 w Tybindze) – niemiecki muzykolog.

## Życiorys
Studiował w Berlinie u Hermanna Aberta, Curta Sachsa i Friedricha Blumego oraz w Lipsku u Theodora Kroyera i Hermanna Zencka. W 1929 roku uzyskał stopień doktora na podstawie dysertacji pt. Die Klavierkompositionen Domenico Scarlattis (wyd. Ratyzbona 1933; nowe wyd. 1969). Od 1929 do 1932 roku pracował jako asystent w  Musikwissenschaftliches Institut i Instrumente-Museum, uczył też historii muzyki w lipskim konserwatorium. Od 1932 do 1938 roku pracował w instytucie muzykologii na uniwersytecie w Kolonii, gdzie w 1935 roku habilitował się na podstawie pracy Beiträge zur Problemgeschichte der evangelischen Kirchenmusik. W kolejnych latach wykładał na uniwersytetach w Rostocku (1941–1948), Berlinie Zachodnim (1948–1952), Tybindze (1952–1958 i 1959–1970) oraz Heidelbergu (1958).
Był członkiem kolegium wydawniczego Neue Bach-Ausgabe, redaktorem „Tübinger Bach-Studien” oraz współredaktorem „Archiv für Musikwissenschaft”. Był członkiem Zentralinstitut für Mozartforschung przy Mozarteum w Salzburgu.

## Ważniejsze prace
(na podstawie materiałów źródłowych)
- Die Zeitmasse und ihre Ordnungen in Bachs Musik (Einbeck 1951)
- Zur Erkenntnis der Bachsen Musik (Berlin 1951)
- Musikerhandschriften von Palestrina bis Beethoven (Zurych 1960)
- Über Mozarts Klangwelt (Tybinga 1966)